# Пустомитівська міська територіальна громада
Пустомитівська міська громада — територіальна громада в Україні, у Львівському районі Львівської області. Адміністративний центр — місто Пустомити.
Площа громади — 97,4 км², населення — 15172 особи (2020).

## Населені пункти
У складі громади 1 місто (Пустомити) та 9 сіл:
- Береги
- Віняви
- Диб'янки
- Малинівка
- Милошовичі
- Містки
- Наварія
- Полянка
- Семенівка